# Бен Басат, Эден
Эде́н Бен Баса́т (ивр. עדן בן בסט‎; 8 сентября 1986, Кирьят-Хаим, Израиль) — израильский футболист, нападающий клуба «Хапоэль» (Хайфа). Выступал в сборной Израиля. Племянник Эйтана Ахарони

## Карьера

### Клубная
Эден Бен Басат — воспитанник футбольного клуба «Маккаби» (Хайфа). Выступал за команду в чемпионате Израиля в 2004—2006 годах, сыграв за это время 21 матч и забив в них 3 гола. В сезонах 2004/05 и 2005/06 становился чемпионом страны. В сезоне 2006/07 присутствовал в заявке команды на участие в кубке УЕФА, но ни одного матча на турнире не сыграл
.
В 2007—2008 годах играл на правах аренды в «Маккаби» из Герцлии и хайфском «Хапоэле». С 2008 по 2009 год защищал цвета «Хапоэлей» из Кирьят-Шмоны и Тель-Авива. Летом 2009 года вернулся в «Хапоэль» из Хайфы.
Впервые после возвращения сыграл за команду 12 сентября 2009 года в матче чемпионата Израиля против «Маккаби Ахи». Форвард вышел на игру в стартовом составе и был заменён во втором тайме на Галя Ареля
.
7 ноября 2009 года Бен Басат забил первый гол в сезоне (с пенальти в ворота одноклубников из Акко
).
За «Хапоэль» нападающий выступал до лета 2011 года и забил 27 голов в 59 матчах в чемпионате страны.
В 2011 году Эден Бен Басат перешёл во французский «Брест». Дебютировал в новом клубе 5 августа 2011 года в матче против «Эвиана», заменив на 75-й минуте встречи Жонатана Эите
.
17 сентября 2011 года форвард забил первый свой гол в Лиге 1 (в ворота Жоффре Журдрена из «Монпелье»
.
Всего Бен Басат выступал за «Брест» полтора сезона и в 52 сыгранных матчах чемпионата забил 13 голов (в том числе 9 голов в 20 матчах в сезоне 2012/13). В январе 2013 года израильский нападающий стал игроком «Тулузы».

### В сборной
Эден Бен Басат в 2003—2005 годах выступал за юношеские сборные Израиля в возрастах до 17, до 18, и до 19 лет.
Форвард впервые был вызван в первую сборную страны перед матчем против Азербайджана, сыгранным 7 сентября 2012 года в рамках отборочного турнира к чемпионату мира—2014. В той встрече Бен Басат остался в запасе
.
Нападающий дебютировал за сборную в матче с Россией 11 сентября того же года, заменив в перерыве игры Итая Шехтера
.
В следующей игре за сборную нападающий забил гол в ворота команды Люксембурга с передачи Маора Меликсона
.

## Статистика
| Матчи Бен Басата за сборную Израиля | Матчи Бен Басата за сборную Израиля | Матчи Бен Басата за сборную Израиля | Матчи Бен Басата за сборную Израиля | Матчи Бен Басата за сборную Израиля | Матчи Бен Басата за сборную Израиля | Матчи Бен Басата за сборную Израиля |
| ----------------------------------- | ----------------------------------- | ----------------------------------- | ----------------------------------- | ----------------------------------- | ----------------------------------- | ----------------------------------- |
| №                                   | Дата                                | Оппонент                            | Счёт                                | Голы Бен Басата                     | Соревнование                        |                                     |
| 1                                   | 11 сентября 2012                    | Россия                              | 0-4                                 | -                                   | Отборочный матч ЧМ—2014             |                                     |
| 2                                   | 13 октября 2012                     | Люксембург                          | 6-0                                 | 1                                   | Отборочный матч ЧМ—2014             |                                     |
| 3                                   | 16 октября 2012                     | Люксембург                          | 3-0                                 | 1                                   | Отборочный матч ЧМ—2014             |                                     |
| 4                                   | 14 ноября 2012                      | Беларусь                            | 1-2                                 | -                                   | Товарищеский матч                   |                                     |
| 5                                   | 6 февраля 2013                      | Финляндия                           | 2-1                                 | 1                                   | Товарищеский матч                   |                                     |
| 6                                   | 22 марта 2013                       | Португалия                          | 3-3                                 | 1                                   | Отборочный матч ЧМ—2014             |                                     |
| 7                                   | 26 марта 2013                       | Северная Ирландия                   | 2-0                                 | 1                                   | Отборочный матч ЧМ—2014             |                                     |

## Достижения
- Чемпион Израиля (2): 2004/05, 2005/06